# Кузьмин, Николай Иванович (футболист)
Николай Иванович Кузьмин (род. 31 августа 1950, Москва) — советский футболист, защитник; Заслуженный тренер России.

## Биография
Николай Кузьмин родился 31 августа 1950 года в Москве.
Занимался футболом в московской ДЮСШ «Торпедо».
Играл на позиции защитника. В 1967—1969 годах входил в заявку московского «Торпедо», но выступал только за дубль.
В 1970 году перебрался в калининскую «Волгу», выступавшую во второй лиге. С первого сезона стал игроком основного состава, проведя 38 матчей и забив 2 мяча. В 1971 году сыграл 29 матчей, забил 1 гол. Играл за «Волгу» до 1974 года.
В 1975 году выступал в высшей лиге за днепропетровский «Днепр», провёл 4 матча.
В 1976 году перешёл во владимирское «Торпедо», игравшее во второй лиге. Был одним из ведущих футболистов, проведя за четыре сезона 131 матч и забив 5 мячей.
В 1980 и 1986 годах выступал за клубную команду московского «Торпедо».
В 2003 году был тренером выступавшего в премьер-лиге московского «Торпедо-Металлурга».
С 2010 по январь 2018 года работал в столичном «Торпедо» начальником команды.